# Acantharctia aurantiaca
Acantharctia aurantiaca är en fjärilsart som beskrevs av Rothschild 1935. Acantharctia aurantiaca ingår i släktet Acantharctia och familjen björnspinnare. Inga underarter finns listade i Catalogue of Life.